# واردنيس
واردنيس (بالأرمنية: Վարդենիս)‏ هي municipality of Armenia تقع في أرمينيا في محافظة غغاركونيك. يقدر عدد سكانها بـ 12,700 نسمة ومساحتها 10 كم2 وترتفع عن سطح البحر 1,943 متر.